# Scelio bicolor
Scelio bicolor är en stekelart som beskrevs av Fouts 1930. Scelio bicolor ingår i släktet Scelio och familjen Scelionidae. Inga underarter finns listade i Catalogue of Life.